# فریا اندرسون
فریا اندرسون (انگلیسی: Freya Anderson؛ زادهٔ ۴ مارس ۲۰۰۱) شناگر زن اهل بریتانیا است.
وی در مسابقات کشوری و بین‌المللی در مجموع برندهٔ ۱۳ مدال طلا، ۱ مدال نقره، ۶ مدال برنز شده‌است.